# Laheküla (Hiuma)
Laheküla − wieś w Estonii, w prowincji Hiuma, w gminie Käina.